# Коршунов, Михаил Владимирович
Михаил Владимирович Коршунов (эст. Mihail Korsunov; род. 1 февраля 1963, Москва) — советский и эстонский хоккеист, нападающий. Мастер спорта СССР.

## Биография
Воспитанник «Крыльев Советов», тренер Вячеслав Долгушин. Начинал играть в команде первой лиги «Локомотив» Москва (1981/82). Три сезона провёл в клубе второй лиги «Кренгольм» Нарва. В сезоне 1985/86 играл в высшей лиге за «Крылья Советов». Затем выступал за «Таллэкс» Таллин (1986/87 — 1987/88), «Кренгольм» (1988/89 — 1991/92), финские ФоПС/ФПС (1991/92 — 1993/94) и «Кеттеря» (1994/95), «Липецк» (1995—1996), «Кренгольм» (1996/97), финские «КооКоо» (1997/98) и «АаКоо» (1998/99 — 2000/01)
Чемпион Европы среди юниоров 1981 года.
В составе сборной Эстонии бронзовый призёр чемпионата мира в группах С (197) и В (1998). Лучший бомбардир чемпионата Эстонии (1997).